# Regiszter (számítástechnika)
A regiszterek a számítógépek központi feldolgozó egységeinek (CPU-inak), illetve mikroprocesszorainak gyorsan írható-olvasható, ideiglenes tartalmú, és általában egyszerre csak 1 gépi szó (word) (rövid karakterlánc, 1-2 szó általában 2-4 bájt) feldolgozására alkalmas tárolóegységei.
A regiszterek felépülhetnek statikus memóriaelemekből (például billenőáramkörökből (= flipflop áramkörből)) vagy egy RAM (Random Access Memory) memória részeként. Néhány géptípusnál egyetlen chipben mind a két megoldást alkalmazzák. Egy-egy regiszter hozzáférési ideje általában néhányszor 10 ns (10−8 másodperc nagyságrendű).
A legtöbb mai processzor tartalmaz 10-1000 általános regisztert, és ezen kívül jó néhányféle, szigorúan adott funkciót ellátó, speciális célú dedikált regisztert. A főbb dedikált regiszter-típusok: 
- akkumulátorregiszter (a processzor által végzett művelet bemenő adatait tárolja),
- címregiszterek vagy számláló regiszterek,
- állapotregiszterek stb.

## Központi egység
A sok regiszterrel rendelkező központi egységekben (CPU) a regiszterek halmaza tulajdonképpen valami gyors működésű tárként fogható fel, amely a központi egység és a tényleges operatív tár közötti adatcserét igyekszik gyorsítani.
A gyors működésű regiszterek mintájára a legtöbb gépet továbbfejlesztették, ami más szóval azt jelenti, hogy az operatív tár sem egységes. Általában kis kapacitású, de rövidebb elérési idejű gyorsítótárból és az eredeti operatív tárból épül fel.
A két tároló között legalább egy nagyságrend sebességkülönbség van, ugyanakkor a gyorstárak jóval drágábbak (viszont még mindig olcsóbbak, mint a regiszterek). A gyorsítótárat az egyes gyártó cégek általában saját elnevezésükkel látták el (buffer, cache, scratch pad stb.). A gyorsítótár kezelése erősen eltérő. Van, ahol a felhasználó is hozzáfér legalább egy részéhez, de sok esetben csak az operációs rendszer végzi az adatmozgatást a gyors és a normál operatív tár között.
A processzor közvetlenül csak a gyorsítótárból dolgozik, s ha a hivatkozott adat nincs ott, a felhasználást egy implicit adatátvitel előzi meg az operatív tár és a gyorsítótár között. A rendszer teljesítménye szempontjából meghatározó a gyorsítótár találati valószínűsége. A mérések azt mutatják, hogy a találati valószínűség 5%-os növelése a processzor utasítás-végrehajtási sebességét mintegy 25%-kal is javíthatja.
A gyorsítótárak gyorsító szerepének alapja a lokalitás elve: a számítógépes algoritmusokra jellemző, hogy viszonylag hosszú ideig foglalkoznak az operatív tár egy szűk környezetével.

Visszatérve a regiszterekre: a regiszterek általában nagyobb egységet alkotnak, melyeket regisztertáraknak nevezünk. Fontos, hogy a regisztertárak megfeleljenek a velük szemben állított elvárásoknak. Ilyen követelmény lehet például: a regisztertár általános volta, vagyis, hogy a tár általánosan felhasználható regisztereket tartalmazzon, vagy hogy minél több regisztert tartalmazzon (100-500), hogy támogassa a 3 címes elérési formát, avagy legyen képes egyszerre az első operandus (az első művelethez szükséges adat), a második operandus, ill. az eredmény címét is értelmezni; meghatározni.
A regisztertárak tartalmának koordinálására több módszert alkalmaznak, melyek a következők lehetnek:
- nagy méretű regisztertár átlapolható ablaktechnikával (Sun Sparc processzorok) a regisztertár mérete meghatározott nagyságú, 2 valamely hatványa, a processzor számára látható tartományok kezdetét a CWP (current window pointer) jelzi.
- nagy méretű regisztertárak átlapolható ablakok nélkül, regiszterbankokkal: az AMD 29000-es családban a processzor számára látható tartományok kezdetét a CBP (current bank pointer) jelöli.
- nagyobb, lineáris regisztertár (i80960)
- kisebb lineáris regisztertár (MIPS-R MC88000);

## Ablaktechnika
A regisztertárak csoportokra – ablakokra – vannak osztva, melyek segítségével sokban megkönnyebbül az adatok „átvitele”. Tegyük fel, hogy a regisztertár processzor számára látható tartományát négy ablakra osztjuk, s minden ablakban 8 regiszter található. Az első ablakban található 8 regiszter a globális változók tömbje, vagyis minden program használhatja. Van olyan konstrukció, melyben a 0. regiszterben fixen huzalozott (áramkörileg meghatározott) módon a nulla számkonstans található. A 2. 8 regiszter a kimenő változók tömbje, a 3. a lokális -helyi- változók tömbje, míg a 4. a bejövő, vagyis input változók tömbje. a 2. ill 4. tömb utolsó regisztere(r15,r31) a szubrutin (egy futó programból hívott alprogram) visszatérési értékeit(a kiinduló program szubrutinhívást követő utasításának címe, és adatai) tárolja. Az ablakok fontos jellemzője, hogy a bennük tárolt értékek adatátvitel nélkül az ablak kezdetére mutató pointer megváltoztatásával történik.

## Blokktechnika
Az ablaktechnika hátrányait hivatott kijavítani, (merthogy az ablakok nagysága meghatározott, s néha túl nagy vagy túl kicsi) de további problémákat vetett fel. A blokkok méretét ugyanis ellenőrizni kell, ügyelve a túlcsordulásra (overflow – mikor egy adott adatmennyiség a rendelkezésre álló tárolóhelyen nem fér el; túlcsordul) s ez olyan figyelőrendszer létét igényli, melynek kialakítása több plusz igénnyel rendelkezik, mint az ablaktechnikákból adódó kellemetlenségek.

## Regisztertípusok (funkció szerint)

### Akkumulátorregiszter
Az akkumulátorregiszter az aritmetikai-logikai műveletek operandusait, vagyis a műveletek tárgyát képező mennyiségeket vagy azoknak az eredményeit tárolja. A korszerű számítógépekben az akkumulátor helyett már egy vagy több regisztertömb van, amelyben akár 512 regiszter is elhelyezkedhet. Így csökkenthető a tárhoz fordulások száma, illetve növelhető a végrehajtás sebessége.

### Adatszámláló regiszter
Az adatok kiolvasásakor vagy beírásakor azonosított memóriarekesz címét tárolja. Mérete függ a mikroprocesszor által címezhető memóriakapacitástól. Egyszerre több is lehet belőle a CPU-ban.

### Utasításregiszter
A végrehajtás alatt álló programutasítást tároló regiszter.

### Utasításszámláló regiszter
A soron következő utasítás címét tárolja. Az utasításszámláló tartalmát a program maga is változtathatja. Fontos különbség az utasításszámláló és az adatszámláló regiszter között, hogy az utasításszámláló regiszternél a problémamegoldás az utasításkódok címeinek sorrendjében megy végbe. Vagyis az utasításszámláló által címzett első memóriarekesz elérésekor kihozunk a memóriából egy utasításkódot, így az utasításszámláló tartalma eggyel nő és így a memória következő rekeszét címezi, ahol a program szerint a következő utasításkód található. Az adatszámláló regiszter csak akkor fut végig az adatcímeken, ha az adatok sokszavas egységben vagy táblázatban vannak tárolva.
Ld. még: programszámláló

### Bázis(cím)regiszter
Az operandusok címzéséhez felhasznált regiszter, amely nem általános használatú. A báziscím egy alapcím, amelyhez viszonyítva adhatjuk meg az utasításban az operandus helyét.

### Indexregiszterek
Szintén nem minden processzorban találhatók és ezek is az operandusok címzését segítik elő, különösen adatsorok feldolgozásánál.

### Állapotregiszterek, vezérlő regiszterek
Egy vagy több regiszteren belül tárolnak vezérlő és ellenőrző jeleket. Az állapotregiszter az ALU műveleti eredményeit jellemzi.

### Veremmutató regiszter (Stack Pointer)
A veremmutató regiszter a verem legfelső elemét jelöli ki.
A verem egy LIFO (last in, first out) szervezésű struktúra, amely fizikailag a memória valamelyik részén helyezkedik el. Egyes architektúrák hardveresen támogatják a verem megvalósítását, másokban ezt szoftveresen kell megvalósítani, és vannak olyanok, amelyekben a verem nem értelmezett (pl. a TMS9900). Léteznek több vermet használó kialakítások is, például az Ignite, RTX2010 processzorok kétvermes gépek, míg a Burroughs large systems gépek sok vermet használnak. Veremszervezésű eszköz az Intel 8087 koprocesszor: ebben a verem a belső regisztertömbben van kialakítva. A verem helye a memóriában lehet rögzített – ilyen például a MOS 6502-es processzor – vagy változó: ebben az esetben a veremhez tartozik egy olyan regiszter is, amelyik a verem kezdetére mutat (pl. bázismutató).
A veremmutató a verembe való írás és az abból való kiolvasás helyét jelöli ki. Egyes megvalósításokban a veremből való olvasás csak a verem „tetejéről” lehetséges, ebben az esetben a kiolvasás is a veremmutató segítségével történik. Egyes processzorok címzési módjai lehetővé teszik az indexelt címzési módokat, amelyben a memóriacímet a regiszter és egy másik érték határozza meg; ha ezek a címzési módok kiterjednek a veremmutatóra is, vagy a verem címezhető egy indexelt címzést biztosító regiszterrel, akkor a veremmutatóhoz képest címezhető ill. hozzáférhető a verem „belseje” is, nem csak az utolsónak beírt elem. Ilyen pl. az Intel x86 architektúra.
A veremműveletek közben a veremmutató értéke változik: az x86, 6502/6510, Z80 vagy a PDP-11-es architektúrákban beírásnál csökken, kiolvasásnál növekszik, de ettől eltérő rendszer is lehetséges.
Az ilyen rendszerben a verembe való írás (push művelet) során a vezérlő logika az operandus (a címzett adat) méretével csökkenti a veremmutató értékét, majd az ebből számított memóriacímre beírja az adatot. A veremből való olvasás (pop) fordított művelet: elsőnek az adat kiolvasása történik meg a veremmutató által címzett memóriaterületről, ezután a vezérlés megnöveli a veremmutató értékét a kiolvasott adat méretével. Egyes processzoroknál a veremmutató értékét automatikusan csökkenti vagy növeli a vezérlés, másoknál ezt külön elő kell írni az utasításokban. A PDP-11-es architektúrában pl. nincs PUSH és POP utasítás, ezeket a műveleteket az általános MOV adatmozgató utasítással végzik, előzetesen csökkentő (pre-dekremens) és utólagosan növelő (poszt-inkremens) címzési móddal együtt. A MIPS processzorok esetén nincs automatikus növelés vagy csökkentés, itt a veremműveletek során külön utasítással kell a veremmutató értékét beállítani, ezután azonban indexelt címzéssel elérhetők a verem elemei. Szélsőséges a TMS 1000 esete: ez a processzor egy 1 elemű „vermet” tartalmaz, amit talán nem is lehet veremnek nevezni – ebben a szubrutinok visszatérési címét egyetlen pufferregiszter tárolja.